# 7067 Kiyose
A 7067 Kiyose (ideiglenes jelöléssel 1993 XE) a Naprendszer kisbolygóövében található aszteroida. Masanori Hirasawa,  Shohei Suzuki fedezte fel 1993. december 4-én.